# Class 411
De Class 411 was een in Groot-Brittannië gebruikt treinstel bestemd voor personenvervoer.

## Spoorwegmaatschappijen
De treinen zijn bij de volgende maatschappijen in dienst (geweest):
- British Rail
- South West Trains
- Connex South Central
- Southeastern